# August Eskelinen
August "Aku" Eskelinen (nació el 16 de julio de 1898; falleció el 10 de junio de 1987) fue un esquiador finlandés.
Eskelinen, natural de Iisalmi, fue comandante del patrulla militar de plata de los Juegos Olímpicos de Chamonix 1924.